# Agriculture en Chine

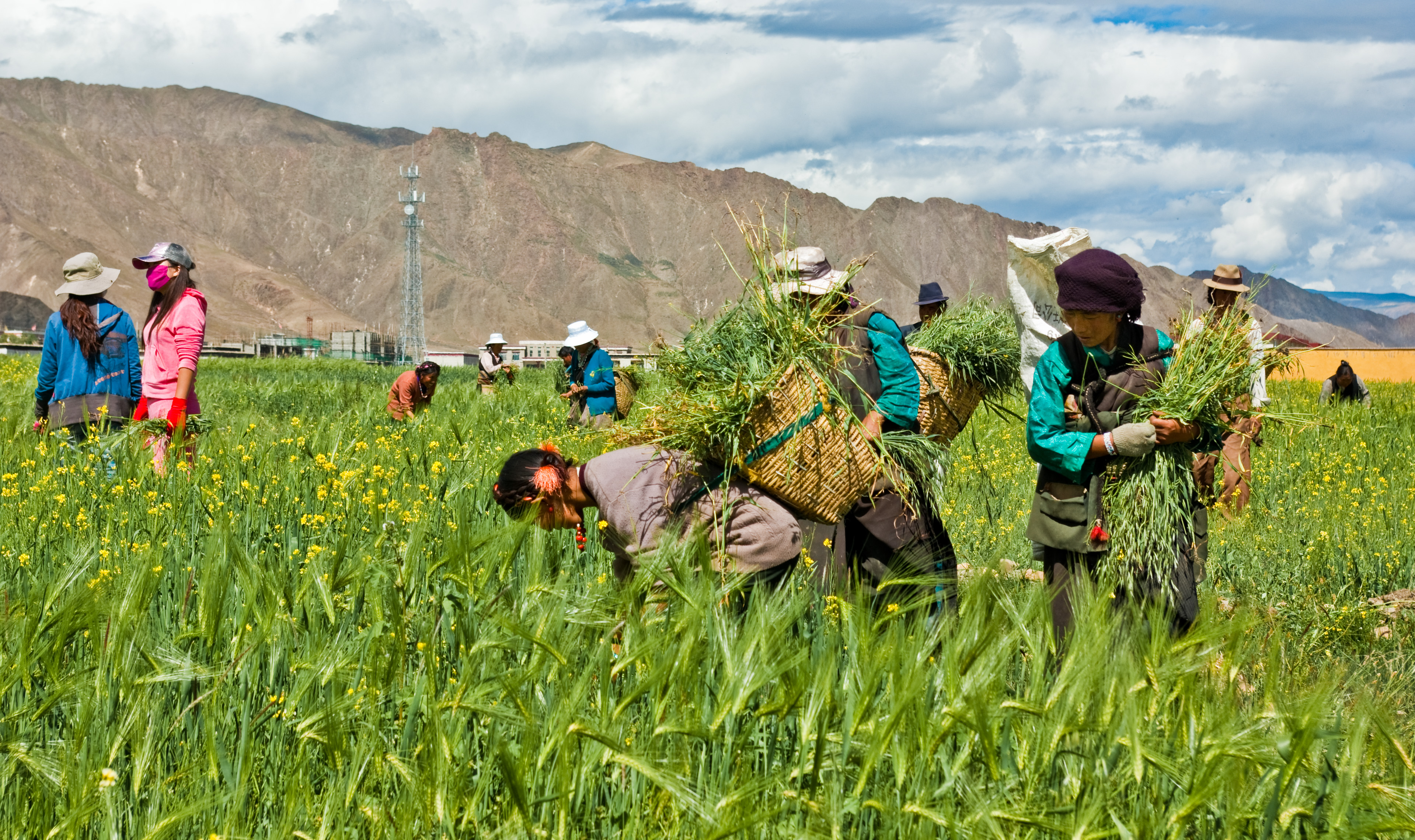
Fermiers au Tibet (2009)

L'agriculture en Chine est un secteur économique important de la Chine, elle emploierait plus de 300 millions d'agriculteurs. La Chine occupe le premier rang de la production agricole, notamment de céréales, produisant essentiellement du riz, du blé, des pommes de terre, du sorgho, de l'arachide, du thé, du millet, de l'orge, du coton, des oléagineux, du porc et du poisson. Selon les estimations de l'Organisation de coopération et de développement économiques, le secteur agricole représente encore aujourd'hui 15 % du produit intérieur brut de la Chine et assure 40 % de l'ensemble des emplois. Une part qui s'élevait à 71 % à la fin des années 1970.
Les exploitations sont actuellement détenues par les collectivités villageoises qui les louent à des agriculteurs, souvent avec des baux de trente ans. Cette semi-privatisation s'est accompagnée d'un boom de la productivité et de la production.
L'agriculture chinoise est pénalisée par le peu de zones cultivables. En outre, elle dispose de moins de dix pour cent de la superficie cultivable mondiale et doit nourrir 18 % de la population mondiale. L'agriculture chinoise est également handicapée par son morcellement, avec 200 millions de foyers exploitant chacun, en moyenne, une superficie de 65 ares. De plus, du fait de l’urbanisation croissante, de la pollution et de la désertification, on estime que la surface cultivable diminue d’environ 2 500 km2 par an. Pourtant, entre 1990 et 2003, la production agricole a augmenté de 90 %.

## Production
En 2018, la Chine était:
- le deuxième producteur mondial de maïs (257,1 millions de tonnes), juste derrière les États-Unis;
- le premier producteur mondial de riz (212,1 millions de tonnes);
- le premier producteur mondial de blé (131,4 millions de tonnes);
- le troisième producteur mondial de canne à sucre (108 millions de tonnes), juste derrière le Brésil et l'Inde;
- le premier producteur mondial de pomme de terre (90,2 millions de tonnes);
- le premier producteur mondial de pastèque (62,8 millions de tonnes);
- le premier producteur mondial de tomates (61,5 millions de tonnes);
- le premier producteur mondial de concombre / cornichons (56,2 millions de tonnes);
- le premier producteur mondial de patate douce (53,0 millions de tonnes);
- le premier producteur mondial de pomme (39,2 millions de tonnes);
- le premier producteur mondial de aubergine (34,1 millions de tonnes);
- le premier producteur mondial de chou (33,1 millions de tonnes);
- le premier producteur mondial d'oignon (24,7 millions de tonnes);
- le premier producteur mondial d'épinards (23,8 millions de tonnes);
- le premier producteur mondial d'ail (22,2 millions de tonnes);
- le premier producteur mondial de haricot vert (19,9 millions de tonnes);
- le premier producteur mondial de mandarine (19,0 millions de tonnes);
- le premier producteur mondial de carottes (17,9 millions de tonnes);
- le troisième producteur mondial de coton (17,7 millions de tonnes), juste derrière l'Inde et les États-Unis;
- le premier producteur mondial de arachide (17,3 millions de tonnes);
- le premier producteur mondial de poire (16,0 millions de tonnes);
- le quatrième producteur mondial de soja (14,1 millions de tonnes), perdant face aux États-Unis, au Brésil et à l'Argentine;
- le premier producteur mondial de raisin (13,3 millions de tonnes);
- le deuxième producteur mondial de colza (13,2 millions de tonnes), juste derrière le Canada;
- le premier producteur mondial de pois (12,9 millions de tonnes);
- le premier producteur mondial de melon (12,7 millions de tonnes);
- le huitième producteur mondial de betterave à sucre (12 millions de tonnes), qui sert à produire sucre et éthanol;
- le deuxième producteur mondial de banane (11,2 millions de tonnes), juste derrière l'Inde;
- le premier producteur mondial de chou-fleur et brocoli (10,6 millions de tonnes);
- le deuxième producteur mondial d'orange (9,1 millions de tonnes), juste derrière le Brésil;
- le premier producteur mondial de citrouille (8,1 millions de tonnes);
- le premier producteur mondial d'asperges (7,9 millions de tonnes);
- le premier producteur mondial de prune (6,7 millions de tonnes);
- le premier producteur mondial de champignon et truffe (6,6 millions de tonnes);
- le premier producteur mondial de pamplemousse (4,9 millions de tonnes);
- le 15e producteur mondial de manioc (4,9 millions de tonnes);
- le deuxième producteur mondial de mangue (y compris mangoustan et goyave) (4,8 millions de tonnes), juste derrière l'Inde;
- le premier producteur mondial de kaki (3,0 millions de tonnes);
- le premier producteur mondial de fraise (2,9 millions de tonnes);
- le premier producteur mondial de thé (2,6 millions de tonnes);
- le troisième producteur mondial de citron (2,4 millions de tonnes), juste derrière l'Inde et le Mexique;
- le premier producteur mondial de tabac (2,2 millions de tonnes);
- le huitième producteur mondial de sorgho (2,1 millions de tonnes);
- le premier producteur mondial de kiwi (2,0 millions de tonnes);
- le premier producteur mondial de châtaigne (1,9 million de tonnes);
- le troisième producteur mondial de millet (1,5 million de tonnes), juste derrière l'Inde et le Niger;
- le huitième  producteur mondial d'ananas (1,5 million de tonnes);
- le premier producteur mondial de sarrasin (1,1 million de tonnes);
- le sixième producteur mondial d'avoine (1 million de tonnes);
- le quatrième producteur mondial de seigle (1 million de tonnes), juste derrière l'Allemagne, la Pologne et la Russie;

Et la Chine a aussi produit :
- 1,4 million de tonnes d'orge;
- 1,8 million de tonnes de fèves;
- 1,9 million de tonnes de taro;
- 2,5 millions de tonnes de graines de tournesol;
- 1 million de tonnes de suif;

En plus de petites productions d'autres produits agricoles. 
Dans le secteur de l'élevage la Chine est le premier producteur mondial de porc et de volailles avec respectivement en 2023, 58 millions de tonnes (t.e.c.) et 26 millions de tonnes. Elle produit aussi près d'un tiers des œufs dans le monde avec une estimation à 29 millions de tonnes. 
La Chine est aujourd'hui le pays qui a une très forte incidence sur la sécurité alimentaire dans le monde. En dépit d'être le plus grand producteur mondial de divers types d'aliments (à la fois dans l'agriculture et l'élevage) et d'avoir un très grand secteur de la pêche, le pays est obligé d'acheter de la nourriture de toute la planète, de manière agressive et en quantités gigantesques. La Chine utilise déjà toutes les terres arables possibles dont le pays dispose.
Le paradoxe est que la production céréalière a dépassé 600 millions de tonnes si bien que le taux d'autosuffisance alimentaire pour les trois céréales principales (riz, blé, maïs) s'est stabilisé au dessus de 95 % de la consommation depuis 2005. Mais la demande en céréales destinées à l'alimentation animale a fortement augmenté. De plus la politique agricole chinoise a maintenu des stocks de céréales très élevés même en période de crise au niveau mondial. En 2012 la Chine est devenu le premier pays importateur mondial de produits agricoles. En 2023 elle a importé 49 millions de tonnes de céréales . 

## Histoire

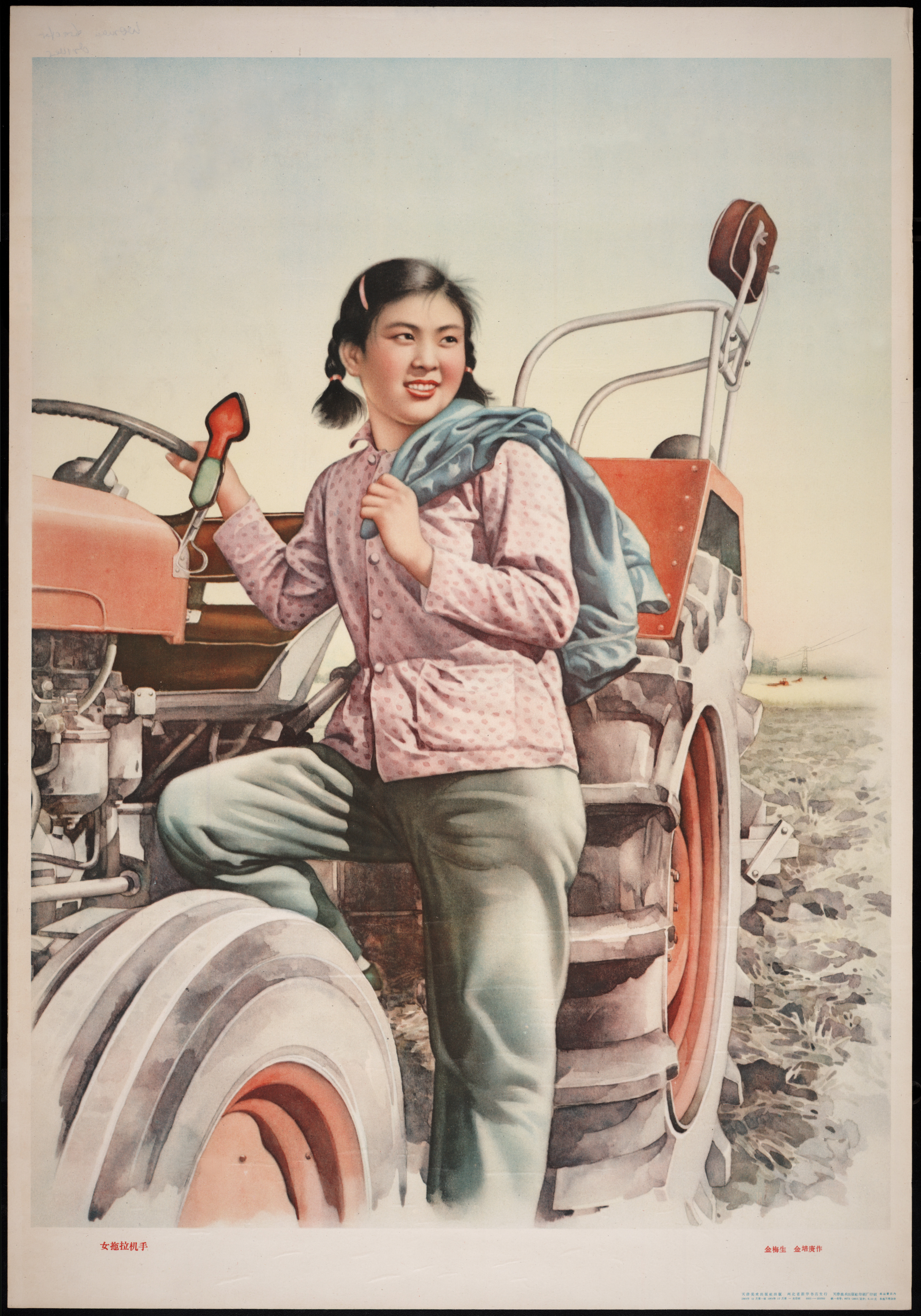
農業機械化時期宣傳海報

L'agriculture chinoise est l'une des plus anciennes du monde. Elle s'est épanouie dans l'est du pays, en profitant de sols localement très riches (épaisses couches de lœss), mais elle a aussi été responsable d'une déforestation qui date d'il y a environ 8 000 ans et qui a été une cause importante d'érosion, dégradation et de perte de sols. Depuis 5 000 ans, le riz domine l'activité rurale de la Chine et constitue l'aliment de base de la majorité de ses habitants.

### L'ère maoïste
À l'occasion du Grand Bond en avant  décidé par Mao Zedong, un important volet agricole a été mis en œuvre, avec une politique volontariste de 1958 à 1962 qui affecta le monde rural en profondeur. L'objectif était de stimuler en un temps record la production par la collectivisation et la planification agricole. Ce fut un échec, causant l'une des plus grandes famines que l'humanité ait connu.
Entre 1968 et 1980, près de 17 millions de « jeunes instruits » (les zhishi qingnian, abrégé en zhiqing) ont été déplacés par les dirigeants chinois à la campagne pour être rééduqués par les paysans.
À la fin des années 1970, le gouvernement délaisse les objectifs maoïstes et introduit des réformes pour l'agriculture. La planification et la collectivisation sont en partie abandonnées. La priorité n'est plus la céréaliculture.

### La libéralisation
Les réformes menées par Deng Xiaoping ont libéralisé l’agriculture en Chine, comme le reste de l’économie. La principale mesure est l’introduction du système de responsabilité des terres (土地承包). La collectivité confie des champs à des agriculteurs pour une période donnée. En échange de la jouissance de ces terres, chaque agriculteur doit fournir une production minimale et la vendre à l’Etat pour un prix fixe. L’agriculteur peut ensuite vendre le surplus de production sur le marché libre. La possibilité de gain grâce à la vente de ce surplus a incité les agriculteurs à faire des efforts de productivité. La libéralisation de l’agriculture a permis une croissance rapide de la production agricole.

### Les fermes d'État
Les fermes d’État, qui perdurent encore aujourd’hui, sont des entités spéciales où l’État gère directement les terres. L’administration de la ferme confie toujours les terres à des agriculteurs indépendants, cependant, elle fixe des règles agronomiques précises et veille à la modernisation des pratiques culturales. La plupart ont été créées dans les années 1950 pour défricher des terres vierges, fournir du travail aux soldats chinois non-communistes démobilisés, et mieux contrôler les régions frontalières. Si l’on peut trouver des fermes d’États dans toutes les régions de Chine, les plus importantes se situent dans la province du Heilongjiang et dans la région de Mongolie-Intérieure. On leur associe généralement le Corps de production et de construction du Xinjiang aux fermes d’État, bien que celui-ci soit géré par l’armée. Aujourd’hui, les fermes d’État sont le fer de lance de l’agriculture moderne en Chine. La productivité y est en général supérieure à la moyenne du pays.

### Début duXXIesiècle

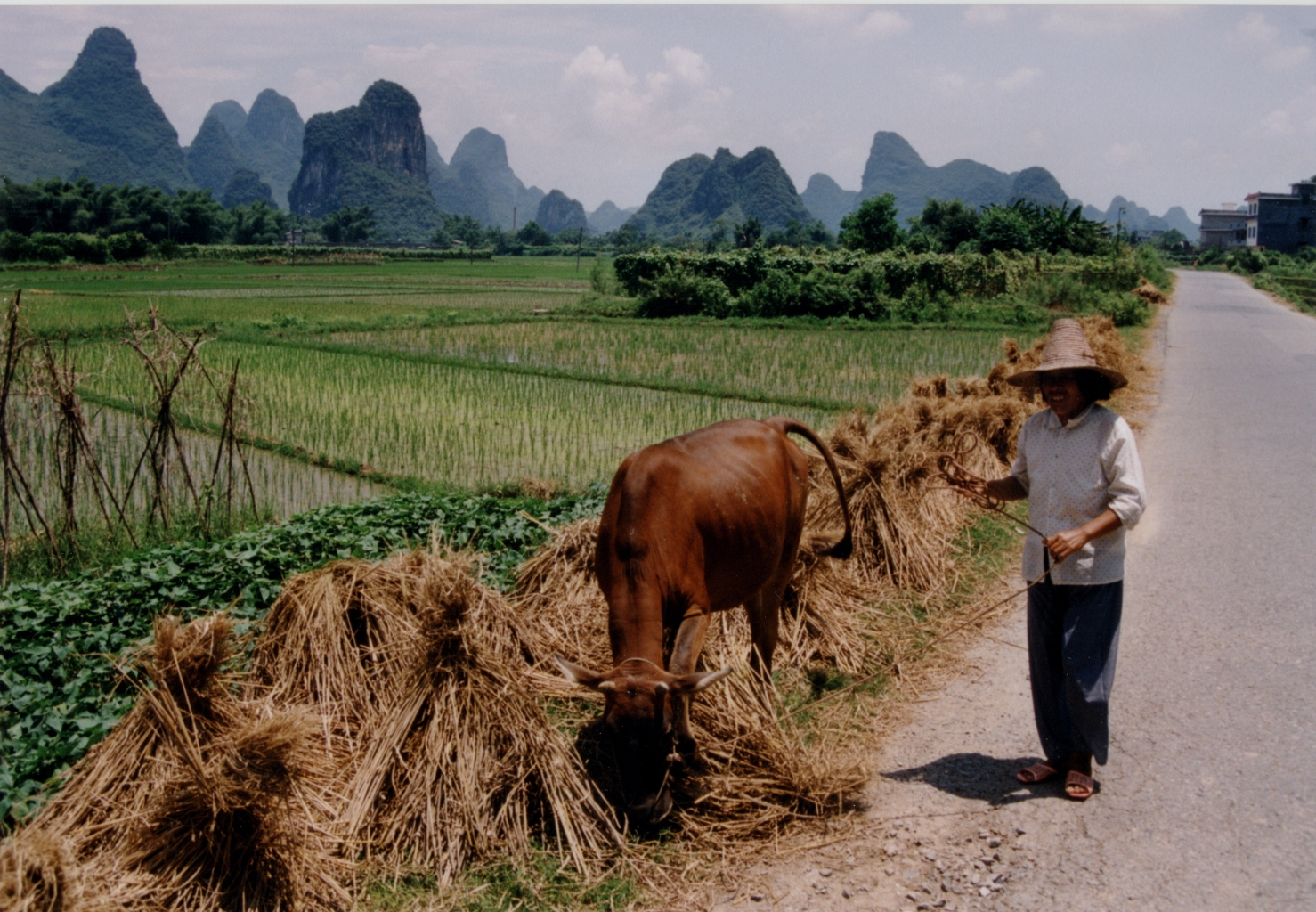
Riziculture dans le Guangxi.

Au début du XXIe siècle, l'agriculture chinoise doit faire face à un certain nombre de problématiques.
- Productivité : dans les années 1960, 80 % des Chinois travaillaient pour le secteur primaire[8]. Aujourd'hui, l'agriculture occupe encore une part importante de la population active. Un grand nombre d'exploitations familiales sont minuscules. Les fermes d'état existent toujours et participent à la politique de colonisation Han dans le Xinjiang ou en Mongolie-Intérieure[réf. nécessaire].
- Érosion des sols.
- Pollution des terres et des nappes phréatiques.
- Désertification : les déserts couvrent maintenant 1/3 du territoire chinois, au nord et à l'ouest du pays. La désertification progresse et menace 90 % des pâturages[9].
- Écart grandissant entre villes et campagnes les plus pauvres : la croissance chinoise exceptionnelle des années 2000 ne profite pas à toutes les régions. Les agglomérations du littoral et leur aire d'influence se développent rapidement, alors que les campagnes de l'intérieur restent pauvres. Cette différence provoque l'afflux d'une main d'œuvre d'origine rurale dans les villes. Selon les statistiques officielles, les grandes agglomérations sont trois fois plus riches que les espaces ruraux[10].
- Nourrir la multitude : avec la mondialisation et la croissance démographique chinoise, la question de l'approvisionnement en nourriture se pose avec acuité, d'autant que le goût des Chinois évolue. Les citadins consomment de plus en plus de viande, alors que la civilisation chinoise repose sur la céréaliculture. La production de lait de vache reste très limitée. Le gros bétail est employé comme animal de trait. L'essor de l'élevage (porc, volaille) entraîne un besoin nouveau de fourrage.

D'autre part, il est difficile de mettre en culture de nouveaux terroirs, tant les contraintes naturelles semblent importantes. L'agriculture chinoise se modernise et se mécanise (motoculteurs, tracteurs) pour augmenter les rendements, mais la structure sociale et productive demeure celle d'un pays du tiers-monde. Pékin aménage de nouveaux périmètres irrigués par une politique de grands travaux (barrage des Trois Gorges sur le Yangzi Jiang). L'augmentation de la productivité passe également par l'utilisation d'engrais chimiques et par les OGM : les surfaces cultivées en OGM ont fortement augmenté (150 000 hectares à la fin des années 1990 ; 3,3 millions d'hectares en 2005).
Du fait de sa dépendance de plus en plus grande aux importations de produits alimentaires à partir de 2003, l’enjeu de sécurité alimentaire est devenu essentiel dans les préoccupations des autorités chinoises en 2006. Cette politique a eu notamment pour résultat une fantastique accumulation de stocks de grains au cours de la période 2010-2017, de sorte qu’en 2023 les stocks de l’ensemble des céréales et oléagineux sont estimés à près de 500 millions de tonnes, pour une consommation annuelle de 780 millions de tonnes avec un impact sur les prix agricoles mondiaux.

## Les régions agricoles en Chine

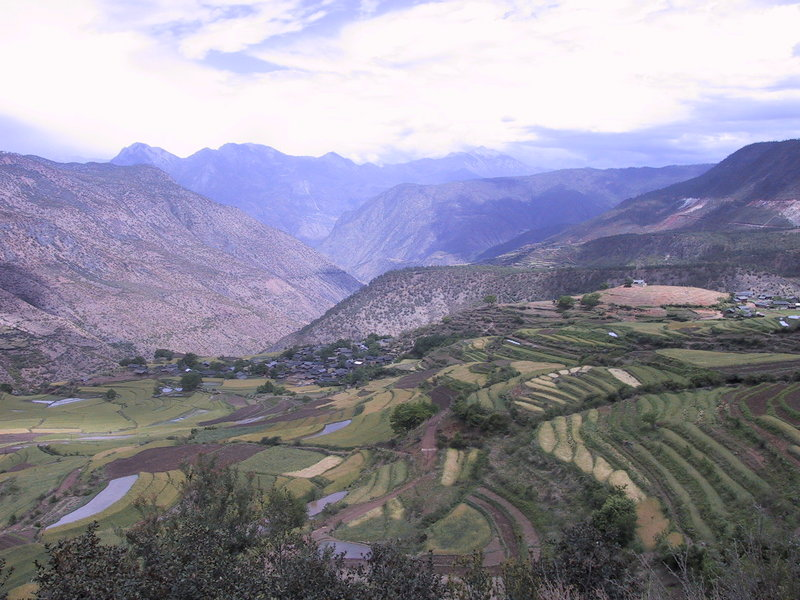
Agriculture en terrasses, dans le Yunnan

- Traditionnellement, la Chine est un pays céréalier.
- On peut observer tout d'abord une différence entre l'ouest et l'est du pays : 90 % des productions agricoles se concentrent dans la moitié est[14].
- La Chine intérieure est marquée par plusieurs contraintes liées à la disposition des reliefs et des climats. Les provinces occidentales souffrent de l'aridité ou de la sécheresse (bassins intérieurs, désert de Gobi, Désert du Taklamakan). Les montagnes (Himalaya, Tian Shan, Qilian Shan...) ou les plateaux de hautes altitudes (Tibet) réduisent considérablement les potentialités agricoles. Ces régions sont exploitées pour leur bois. Les pentes peuvent être aménagées en terrasses.
- La Grande Plaine du Nord représente l'une des régions agricoles les plus étendues du pays. Elle produit surtout du blé, du maïs et du sorgho.
- La Chine du Changjiang : blé, riz, pêche, aquaculture
- La Chine du Sud : riz (jusqu'à trois récoltes par an), plantes tropicales, aquaculture.

## Les principales productions agricoles
|                   | 1949        | 1978        | 1999        | 2023        |
| Céréales          | 113 180 000 | 304 770 000 | 508 390 000 | 695 410 000 |
| Coton             | 444 000     | 2 167 000   | 3 831 000   | 6 641 000   |
| Oléagineux        | 2 564 000   | 5 218 000   | 26 012 000  | 63 400 000  |
| Canne à sucre     | 2 642 000   | 21 116 000  | 74 700 000  | 107 259 000 |
| Betterave à sucre | 191 000     | 2 702 000   | 8 640 000   | 7 850 000   |
| Tabac             | 43 000      | 1 052 000   | 2 185 000   | 2 189 000   |
| Thé               | 41 000      | 268 000     | 676 000     | 3 340 000   |
| Fruits            | 1 200 000   | 6 570 000   | 62 376 000  | 166 000 000 |
| Viandes           | 2 200 000   | 8 563 000   | 59 609 000  | 95 500 000  |
| Pêche             | 450 000     | 4 660 000   | 41 220 000  | 86 000 000  |
|                   |             | 1978        | 1999        | 2013        |
| Légumes           |             | 57 486 000  | 289 536 000 | 583 321 000 |
| Lait              |             | 2 811 000   | 11 244 000  | 40 570 000  |
| Œufs              |             | 2 644 000   | 21 740 000  | 29 129 000  |

Bien que la production agricole de la Chine soit la plus importante du monde, seulement 15 % environ de sa superficie peut être cultivée. Les terres arables de la Chine représentent 8,6 % du total des terres arables dans le monde mais supportent 18 % de la population mondiale. De plus, ces terres arables ont diminué de 6 % de 2009 à 2019 sous la pression de l’urbanisation et présentent une productivité moyenne relativement modeste. Sur ces 1,4 million de kilomètres carrés de terres arables, 525.800 kilomètres carrés sont irrigués. 200 millions de ménages se partagent ces terres agricoles avec une parcelle moyenne par ménage d'un peu plus de 0,65 hectare.

### Les céréales
Le riz est la plus importante culture du pays, elle s'étend sur environ 25 % de la superficie cultivée. La majorité du riz est cultivé dans les régions au sud du Huai He, dans la vallée du Yangtze, le delta de la rivière des Perles et dans les provinces du Yunnan, du Guizhou et du Sichuan.
Le blé est la deuxième céréale la plus répandue. Cette céréale est cultivée dans la plupart des régions mais elle est présente surtout dans la plaine du nord de la Chine, les vallées de Wei et Fen, et dans les provinces du Jiangsu, du Hubei et du Sichuan. Le maïs et le mil sont cultivés essentiellement dans le nord de la Chine. L'avoine est surtout présente dans la Mongolie-Intérieure et le Tibet.

### Les légumes
La Chine est le premier producteur mondial de légumes. En 2016, elle a produit 635,83 millions de tonnes de légumes soit plus de la moitié de la production mondiale.

### Oléagineux
Le soja est cultivé dans les régions du nord et du nord-est de la Chine. La Chine est également un important producteur d'arachide, surtout cultivée dans les provinces du Shandong et du Hebei. Les autres cultures oléagineuses sont le sésame, le tournesol, le colza et le tung.

### La production textile
La Chine est le premier producteur mondial de coton, qui est cultivé surtout dans la plaine du Nord de la Chine, dans le delta et la vallée du fleuve Yangtze], et dans le Xinjiang. Parmi les autres plantes à fibres, on trouve la ramie, le lin, jute et chanvre. La sériciculture est surtout pratiquée en Chine centrale et méridionale.

### Les plantations
Les principales cultures commerciales du pays sont le thé, la canne à sucre et la betterave à sucre. Les plantations de thé sont situées sur les coteaux de la moyenne vallée du Yangtsé et dans les provinces du Fujian et du Zhejiang. La canne à sucre est cultivée dans le Guangdong et du Sichuan, tandis que la betterave à sucre est cultivée dans la province de Heilongjiang et sur des terres irriguées en Mongolie-Intérieure. Le lotus est cultivé dans le sud de la Chine.

### L'élevage
La Chine possède, avec l’Australie, le plus grand nombre de fermes-usines au monde. La population de bovins vivant dans le territoire chinois a pratiquement triplé entre 1980 et 2010, et le pays est devenu le plus important producteur de bétail au monde, concentrant un grand nombre de « landless systems » (systèmes sans terre), d’immenses exploitations d’élevage dans lesquelles des milliers d’animaux sont entassés dans des espaces fermés. En 1980, seulement 2,5 % du bétail en Chine était élevé dans ce type d’exploitation, contre 56 % en 2010.
Entre 1991 et 2002, la consommation de viande des Chinois a été multipliée par quatre. Les élevages industriels de porcs et de volailles se concentrent sur le littoral et en accentuent la pollution.
En 2019, 200 millions de porcs sont abattus en raison d'une épidémie de peste porcine. La reconstitution de ce cheptel à partir de 2020-2021 a conduit la Chine à importer beaucoup plus de maïs ce qui a significativement contribué à l’augmentation des prix mondiaux en 2021. Cette épidémie a énormément impacté les petites exploitations familiales et a accéléré l'industrialisation de la filière.
Quant à la production laitière, elle a connu une forte croissance entre 2018 et 2023 de 10  millions de tonnes pour atteindre plus de 40 millions. Mais la consommation n'a pas suivi et les prix payés aux producteurs ont diminué. Cette croissance s'est faite aussi au détriment des petites exploitations. 

### Autres
Des fruits tropicaux sont cultivés sur l'île de Hainan, les pommes et les poires sont cultivées dans le nord du Liaoning et du Shandong, et les agrumes sont cultivés dans le sud de la Chine.
- Tomate: la province du Xinjiang produit à elle seule 2,8 millions de tonnes de tomates pour l'exportation[24], le n°2 mondial de la tomate transformée étant Xinjiang Chalkis Co.Ltd
- Champignons en boîte: 1er exportateur mondial[24]
- Asperges de conserves: 1er exportateur mondial[24]
- Poire de conserve
- Pomme variété Fuji (30 % moins chère que les pommes françaises, la France étant 1re exportatrice de pomme[24])
- Concentré de jus de pomme (1re place)
- Surgelé: pois gourmand

|                                     | Chine 2008 | Part du total mondial | Total mondial 2008 |
| Population (milliards)              | 1 324      | 20 %                  | 6 692              |
| Riz de rizière (millions de tonnes) | 193        | 28 %                  | 685                |
| Maïs (millions de tonnes)           | 166        | 20 %                  | 822                |
| Blé (millions de tonnes)            | 112        | 16 %                  | 689                |
| Total céréales                      | 481        | 19 %                  | 2 525              |
| Bœufs (millions de têtes)           | 82         | 6 %                   | 1347               |
| Porcs (millions de têtes)           | 446        | 47 %                  | 941                |
| Poulets (millions de têtes)         | 4 602      | 25 %                  | 18 398             |
| Moutons (millions de têtes)         | 136        | 13 %                  | 1 078              |
| Chèvres (millions de têtes)         | 149        | 17 %                  | 862                |
| Viande (millions de tonnes)         | 75         | 27 %                  | 280                |